# Ach-Chu'ara
Ne doit pas être confondu avec Ash-Shura.
Ach-Chu'ara (arabe : سُورَةُ ٱلشُّعَرَاءِ, français : Les poètes) est le nom traditionnellement donné à la 26e sourate du Coran, le livre sacré de l'islam. Elle comporte 227 versets. Rédigée en arabe comme l'ensemble de l'œuvre religieuse, elle fut proclamée, selon la tradition musulmane, durant la période mecquoise.

## Origine du nom
Bien que le titre ne fasse pas directement partie du texte coranique, la tradition musulmane a donné comme nom à cette sourate Les poètes, mentionnés dans le verset 224.
D'après le Coran, les poètes de la tribu de Quraych utilisaient leur art pour s'opposer à la nouvelle religion (« 224. Et quant aux poètes, ce sont les égarés qui les suivent. »).

## Historique
Il n'existe à ce jour pas de sources ou documents historiques permettant de s'assurer de l'ordre chronologique des sourates du Coran. Néanmoins selon une chronologie musulmane attribuée à Ǧaʿfar al-Ṣādiq (VIIIe siècle) et largement diffusée en 1924 sous l’autorité d’al-Azhar,, cette sourate occupe la 47e place. Elle aurait été proclamée pendant la période mecquoise, c'est-à-dire schématiquement durant la première partie de l'histoire de Mahomet avant de quitter La Mecque. Contestée dès le XIXe par des recherches universitaires, cette chronologie a été revue par Nöldeke,, pour qui cette sourate est la 56e.
Les différences stylistiques et thématiques entre les deux parties constituant cette sourate ont permis de supposer l'existence de périodes d'élaboration différentes des éléments du texte. Pour Bell, la deuxième partie est postérieure et a connu, comme la première, une réécriture avec des révisions. Neuwirth, quant à elle, distingue trois parties.

## Interprétations

### Verset 105–122: Le déluge
S’intéressant au contre discours de ce passage, Azaiez remarque la proximité entre les propos de Noé et ceux de Mahomet dans la sourate 7 (v.188). Pour Ben Taïbi, « on peut établir un parallélisme entre dialogues dans le passé et dialogues dans le présent, qui montre que les seconds se construisent en procédant à l’anaphorisation des données des premiers ».
Grodzki remarque que le dialogue entre Noé et les non-croyants évoque un événement connu de tous et non détaillé dans la sourate. Noé est présenté comme « prophète des « al-ardalūna », que Hawting traduit par « faibles ». Cette idée se retrouve dans la Sîra (biographie) de Mahomet. Cela évoque pour Tengour « la condition basse des partisans (muhâjirûn) mekkois de Muḥammad et même de Muḥammad lui-même qui n’avait pas le statut que la tradition lui prêtera plus tard. ».
Pour Tengour, ce passage appartient au thème de la dénégation, qui est d’abord associé à la tribu de Quraish refusant le message de Mahomet.

Texte de la sourate (Coran datant de 1874)
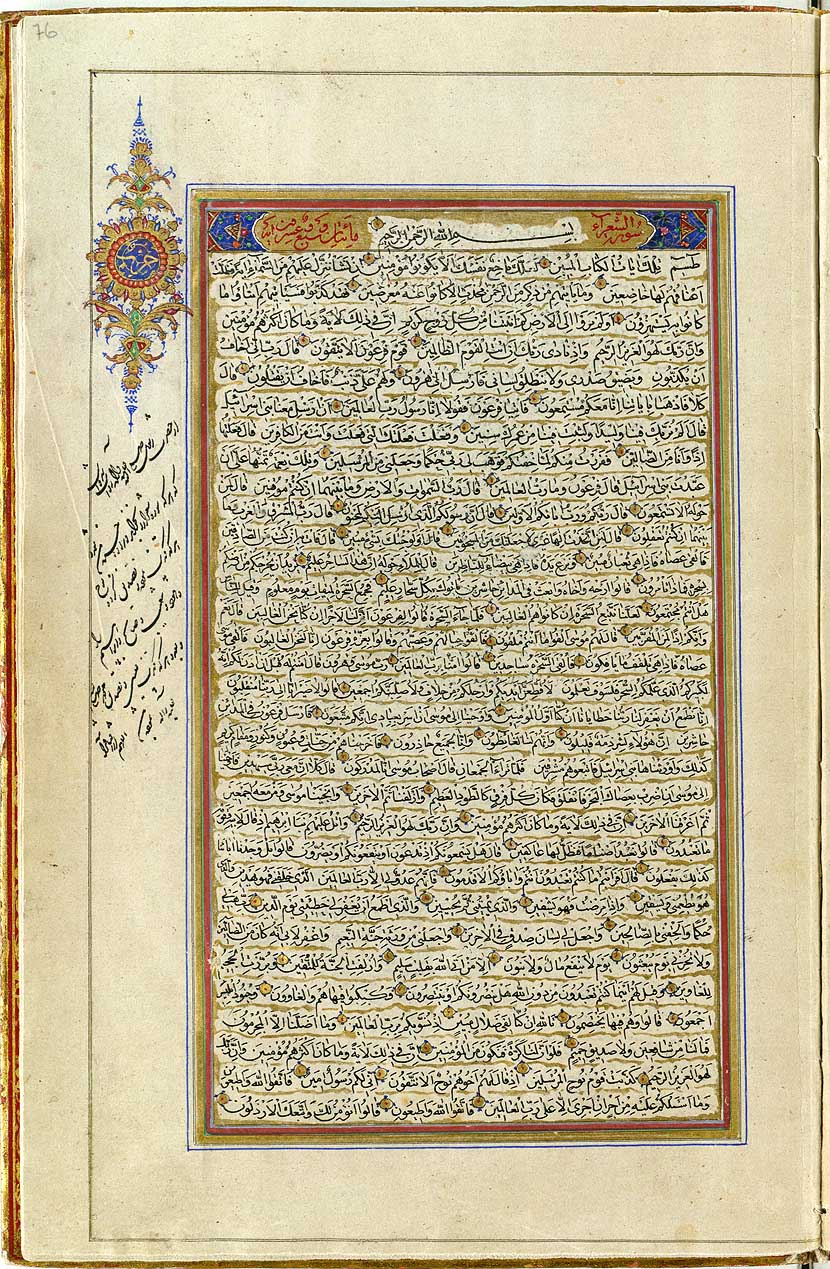
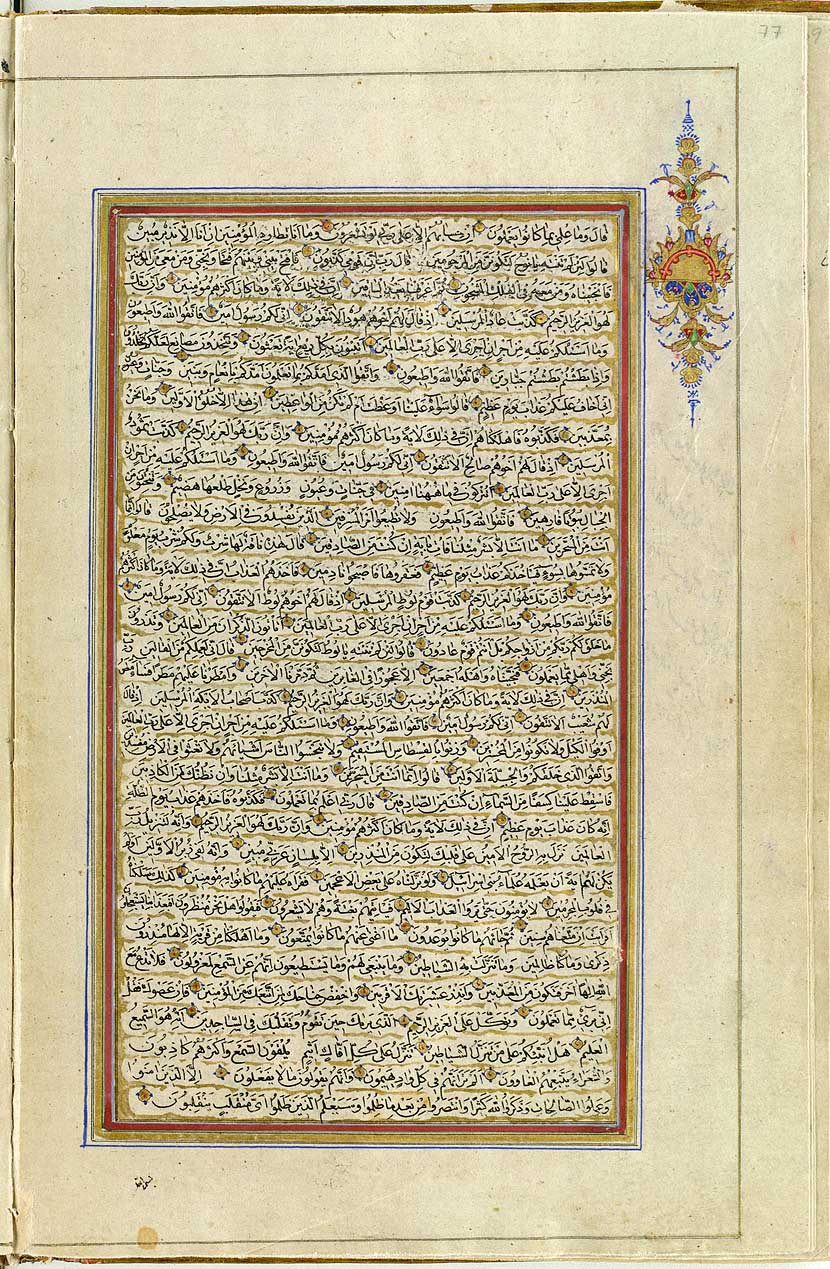